# Добровольский, Олег Васильевич
Оле́г Васи́льевич Доброво́льский (29 ноября (12 декабря) 1914, Запорожье) — 1989) — советский астроном, академик АН Таджикской ССР (1966).

## Биография
В 1937 году окончил Киевский университет, в 1941 — аспирантуру при Пулковской обсерватории. С 1941 года работал в институте астрофизики АН Таджикской ССР (до 1958 года — Душанбинская обсерватория), с 1946 возглавлял отдел кометной астрономии, в 1971—1977 был директором института. В 1970-е годы под его руководством построена вторая очередь Гиссарской обсерватории и заложена высокогорная обсерватория Санглок (юг Таджикистана).

## Научная деятельность
Основные научные работы посвящены физике комет и метеоров, звёздной статистике, переменным звёздам. На основе разработанного им совместно с К. Ф. Огородниковым статистического метода определил расстояния до многих тёмных туманностей и звёздных скоплений, оценил оптическую толщину тёмных туманностей. Первым определил галактическое поглощение света по статистике квазаров и показал, что оно соответствует космологическим (а не внутригалактическим) расстояниям до квазаров. Выполнил большой ряд наблюдений телескопических метеоров и метеорных следов, многочисленные фотометрические и ряд спектральных наблюдений комет. Разработал теорию диффузии метеорных следов, объяснил явление «трубки Траубриджа» интенсивным дроблением метеорных тел. Детально изучил статистическую связь кометных и солнечных явлений, исследовал механизмы взаимосвязи корпускулярных потоков Солнца с атмосферами комет, первым обратил внимание на важную роль коллективных процессов в этих взаимодействиях. Предложил теорию оптически плотных атмосфер комет как саморегулирующихся явлений. Инициатор лабораторного моделирования комет в СССР. Организовал моделирование сублимации гетерогенных кометных ядер под воздействием внешних факторов, которое подтвердило предложенный им механизм разлома поверхностного слоя ядра кометы под давлением скапливающегося под поверхностью газа. Исследовал тепловой режим вращающихся кометных ядер и влияние экспериментально определённой реактивной силы на эволюцию ядра. Предложил теорию пылевых оболочек в головах комет, определил размеры и начальные скорости составляющих их частиц.
Был главным редактором издаваемого институтом астрофизики АН Таджикской ССР журнала «Кометы и метеоры» (с 1957) и «Бюллетеня Института астрофизики АН Таджикской ССР» (с 1971).

### Научные труды
- «Нестационарные процессы в кометах и солнечная активность» (1961)
- «Кометы» (1966)
- «Курс астрофизики и звёздной астрономии», т. III, (1964) (в соавторстве)

### Должности, звания
- Заслуженный деятель науки Таджикской ССР (1977)